# The Rebel
The Rebel (Deutsch: Der Rebell, synonym für die Konföderierten als „Rebellenstaaten“) ist eine US-amerikanische Western-Fernsehserie, die von 1959 bis 1961 produziert und ausgestrahlt wurde. Die Handlung ist in Rückblenden teilweise im Sezessionskrieg angesiedelt, Held der Serie ist der ehemalige konföderierte Soldat Johnny Yuma, der von Nick Adams dargestellt wurde. Die Titelmelodie The Rebel alias The Ballad of Johnny Yuma wurde von Johnny Cash interpretiert, der auch in einer Episode auftrat. Gaststars waren u. a. Leonard Nimoy und Dan Blocker sowie der Countrymusic-Sänger Tex Ritter. Der spanische Ausstrahlungstitel war El rebelde. In Deutschland wurde die Serie nicht ausgestrahlt.

## Handlung
1867. Nach dem Ende des Bürgerkriegs kehrt der konföderierte Kavallerie-Veteran Johnny Yuma in seine (fiktive) texanische Heimatstadt zurück. Er muss feststellen, dass sein Vater Ned, der Sheriff in der Stadt war, von einer Gangsterbande getötet wurde, die nun den Ort beherrscht. Geplagt von Erinnerungen an den Krieg, zieht Johnny durch Texas und kämpft für die Gerechtigkeit, wobei ihm sein Revolver und die abgesägte Schrotflinte seines Vaters behilflich sind. Sein Markenzeichen ist das graue Käppi der Confederate States Army. In Rückblenden (als Erinnerungen Yumas inszeniert) trifft der Rebell u. a. General Robert E. Lee (George Macready) bei Appomattox (Episode Johnny Yuma at Appomatox).

## Produktionsnotizen
Nick Adams war am Design der Serie sowie an den Drehbüchern beteiligt. Gedreht wurde in den Paramount Picture-Studios. Für Adams war es die erfolgreichste Rolle seiner Laufbahn.

## Überlieferung
Eine DVD-Edition erschien 2015.